# Ernst Sieber (Widerstandskämpfer)
Ernst Sieber (* 20. Mai 1916 in Berlin; † 14. September 1994 ebenda) war ein deutscher Widerstandskämpfer gegen den Nationalsozialismus (Rote Kapelle).
1952 wurde er in der DDR aufgrund angeblicher Spionage aus der SED ausgeschlossen und seiner staatlichen Funktionen enthoben.

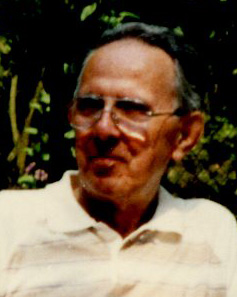
Ernst Sieber um 1980

## Leben

### Herkunft und Ausbildung
Ernst Sieber wurde als Sohn des Offizierstellvertreters Erich und der Hutmacherin Anna Sieber geboren und wuchs gemeinsam mit einer Schwester auf. Beide Kinder wurden sehr streng im kaiserlich- bzw. deutschnationalen Sinne erzogen. Der Urgroßvater war um 1850 als Eisenbahner Stationsvorsteher in Halle (Saale) und bereits 1879 außer Dienst. Der Vater, 1882 geboren, wurde Berufssoldat und begann den Militärdienst bei den Eisenbahntruppen. Nach 1918 wurde er Beamter der Deutschen Reichsbahn.
Ab 1923 besuchte Ernst Sieber die Volksschule, von 1927 bis 1936 die Kirchner-Oberrealschule in Berlin-Moabit, die er mit dem Abitur abschloss. Die Strenge im Elternhaus brachte ihn frühzeitig in Opposition zum Vater. Auch deshalb wurde er 1929 als Pfadfinder Mitglied der Bündischen Jugend um Eberhard Koebel [bekannt unter seinem Fahrtennamen tusk]. 1936 musste er den Arbeitsdienst in Strehlen/Schlesien (heute Strzelin) ableisten. Im Oktober 1936 wurde er zum Kradschützen-Bataillon 3 in Bad Freienwalde/Oder eingezogen.
Nach der Entlassung aus dem Militärdienst im November 1938 begann Sieber eine Ausbildung als Supernumerar bei der Deutschen Reichsbahn. Diese wurde durch die Einberufung zum Wehrdienst am 26. August 1939 unterbrochen; nach der Entlassung aus dem Wehrdienst im Oktober 1942 setzte er sie fort und schloss sie im März 1943 als Reichsbahninspektor ab.

### Illegaler Widerstand
Ernst Sieber wirkte seit 1937 in verschiedenen Berliner Widerstandsgruppen. Während des Militärdienstes in Bad Freienwalde lernte er mit Hans Lockenwitz einen Kommunisten kennen; sie betrieben Wehrkraftzersetzung, bildeten illegale Zellen und studierten marxistische Literatur. Nach ihrer Entlassung im Oktober 1938 blieben sie in Kontakt und betätigten sich weiterhin widerständig. 1938 entwarf Sieber mit Heinz Schlichting, den er aus der Bündischen Jugend kannte, antifaschistische Flugblätter, die beide selbst herstellten und verteilten. Auf dem Güterboden des Stettiner Bahnhofs lernte Sieber den Reichsbahnassistenten John Sieg kennen. Sieg machte Sieber mit Wilhelm Guddorf und Karl Hellborn bekannt. Dadurch gelangte Sieber in eine der Widerstandsgruppen der Roten Kapelle. Sieg beeinflusste ihn politisch und erklärte ihm die Regeln der Konspiration. Bei Hellborn fanden in 2 bis 3-wöchigen Abständen politische Schulungsabende statt. Daran nahmen John und Sophie Sieg, Karl und Katharina Hellborn und ihre Kinder Rudolf und Annette teil sowie der jüdische Widerständler Werner Hendelsohn, genannt Litwinow, und seit Mitte 1939 auch Sieber, der hier den Zahnarzt Kurt Hess kennenlernte.
Noch vor Kriegsbeginn wurde Sieber am 26. August 1939 als Kraftfahrzeug-Unteroffizier zum Sanitätspark 530 eingezogen und nahm an Kampfhandlungen in Polen und Jugoslawien teil. Er hielt Kontakt zu Sieg, übermittelte Informationen und Berichte sowie Feldpostnummern für die Verteilung der „Inneren Front“. Während eines Urlaubsaufenthalts in Berlin brachte Sieg Sieber mit Willi Seeger und Otto Grabowski zusammen.
In Polen und Jugoslawien hatte Sieber Kontakt zu Kommunisten und wollte in Belgrad zu einer Partisaneneinheit desertieren, was im April 1941 jedoch durch die plötzliche Verlegung seiner Einheit nach Afrika verhindert wurde. In der Folge nahm er als Feldwebel am Afrikafeldzug teil und betätigte sich auch hier widerständig. Er sabotierte durch eine bewusst sture Befehlsausführung, wodurch die Wehrmacht Sanitätsmaterial des Afrikakorps an die Engländer verlor. Das Kriegsgericht führte auf Grund der klaren Befehlslage keine Verhandlung, trotzdem wurde Sieber strafversetzt und nahm als Zugführer an den Kämpfen bei El-Alamein teil. Dann gelang es ihm, sich frontuntauglich zu machen; im Sommer 1942 war er in Lazaretten und wurde am 27. August dienstfähig entlassen. Nach dreiwöchigem Genesungsurlaub stellte ihn die Reichsbahn Anfang Oktober 1942 unabkömmlich („uk“). Mit John Sieg traf er vor dessen Verhaftung im Oktober 1942 ein letztes Mal zusammen.
1942 lernte Sieber zufällig Franz Sander kennen, der ihn mit Heinz und Emma Plüschke, Richard Gernhuber und Hackermann zusammenbrachte. Diese bildeten eine Gruppe, die durch Sieber angeleitet wurde und die auch Klebezettel druckte („Nieder mit Hitler“, „Macht Schluß mit dem Kriege“), die an Häuserwänden, Fahrplananschlägen und Litfaßsäulen angebracht wurden. Hess machte Sieber mit Charlotte Bischoff bekannt, die Sieber mit Plüschke und seinen Freunden zusammenbrachte. So setzten sie mit Ernst Hartwig, Gernhuber, Grabowski und Seeger die Arbeit von John Sieg fort. Im Juni 1943 erschien die Zeitung Zur Sache, die ab August den Namen Zeitung für die Innere Front erhielt. Bis 1944 erschienen noch ca. 10 Ausgaben, von denen eine erhalten ist. Inhalte waren aktuelle kriegspolitische Informationen und Analysen sowie abgehörte Informationen aus Moskau und London. Weiterhin wurden Flugblätter in italienischer, französischer und polnischer Sprache herausgegeben. Diese Flugblätter wurden in Auflagen von ca. 300 Exemplaren an Kriegsgefangene und Zwangsarbeiter verteilt.
Nach Abschluss der Ausbildung bei der Deutschen Reichsbahn im März 1943 wurde Sieber als Feldwebel zur Panzer-Aufklärungs-Ersatz-Abteilung 4 nach Berlin-Stahnsdorf eingezogen. Hier traf er Helmut Zabel wieder, den er aus Bad Freienwalde kannte, und lernte dessen Bruder Franz Zabel sowie Hartwig kennen, die er in die Gruppe um Plüschke integrierte. Über Hartwig lernte Sieber Walter Glass und dessen Töchter Lucie Nix und Vera Wulff kennen. In der Wohnung von Wulff traf Sieber mit Bernhard Bästlein zusammen. Sie führten politische Diskussionen, Bästlein ließ ihn die Zeitung Nationalkomitee Freies Deutschland lesen. Sieber und Schlichting beschafften Bästlein einen Reichsbahn-Dienstausweis und gaben ihm damit die Möglichkeit, sich falsch zu legitimieren. Sieber organisierte in seiner Wehrmachtsdienststelle auch den illegalen Tausch einer defekten Pistole P 38 Bästleins gegen eine funktionierende Pistole 08, entwendete Pistolen- und Infanteriemunition sowie zwei Kilogramm Sprengstoff mit Zündschnüren, die bei Sabotageakten Verwendung finden sollten. Sieber unterstützte Bästlein außerdem auch finanziell.
Um der drohenden Verhaftung zu entgehen, gelang es Sieber im April 1944, sich zum Wehrmachtsfahndungsdienst nach Frankfurt/Oder versetzen zu lassen. Er wurde wieder „kriegsverwendungsfähig“ („kv“) und daraufhin in die Marschkompanie des Panzergrenadier-Ersatzbataillons Nr. 50 nach Küstrin versetzt. Nix informierte Sieber über die am 30. Mai 1944 erfolgte Festnahme Bästleins und organisierte für Sieber ein Treffen mit Franz Jacob.

### Verfolgung und Befreiung
Sieber wurde am 18. August 1944 in Küstrin vorläufig festgenommen, in die Wehrmachtshaftanstalt Potsdam gesperrt und aus der Wehrmacht entlassen. Nach dem Verrat eines Kassiberwechsels mit dem ebenfalls eingesperrten sowjetischen Hauptmann Balai wurde er in das „Hausgefängnis“ der Gestapo in der Prinz-Albrecht-Straße in Berlin gebracht und war ab 16. Januar 1945 in der Untersuchungshaftanstalt beim Kriminalgericht Moabit inhaftiert. Der Oberreichsanwalt beim Volksgerichtshof klagte Sieber am 23. Januar 1945 der „Vorbereitung zum Hochverrat“, der „Feindbegünstigung“ und des „Kriegsverrats“ an und stellte den Antrag zur Bestellung der Hauptverhandlung vor dem Volksgerichtshof. Nachdem das Gebäude des Volksgerichtshofes am 3. Februar 1945 durch Bomben zerstört worden war, wurden mit Sieber ca. 300 politische Straf- und Untersuchungshäftlinge aus Berlin und Brandenburg mit zwei Lastkähnen bis Coswig und weiter mit der Eisenbahn nach Bayreuth verbracht, um dort die Verhandlungen des Volksgerichtshofes durchzuführen. In Hof gelang Sieber mit anderen Gefangenen die Flucht. Er wurde gefasst und am 20. Februar 1945 mit einem Gewicht von 55 kg in das Zuchthaus St. Georgen in Bayreuth eingeliefert.
Das Zuchthaus wurde am 14. April 1945 durch US-Truppen befreit. Die deutschen Häftlinge wählten Sieber zu ihrem Obmann. Er lernte Hannelore Willbrandt aus dem Kreis der „Weißen Rose“ Hamburgs kennen, die ebenfalls in Bayreuth auf ihren Prozess warten musste, und ging mit ihr am 17. Juni 1945 zu ihren Eltern nach Hamburg. Ende Juni gingen dann beide über die „grüne Grenze“ bei Lauenburg in die sowjetische Besatzungszone (SBZ) nach Berlin. Sieber, der 1944 von Bästlein durch Handschlag in die KPD aufgenommen worden war, gründete mit Willbrandt und anderen Häftlingen am 1. Mai in Bayreuth die KPD, die allerdings von den amerikanischen Alliierten verboten wurde, offiziell trat er im Juli 1945 der KPD (ab 1946 SED) bei.

### Leben in der Sowjetischen Besatzungszone und in der DDR
Ernst Sieber begann sein Arbeitsleben mit 29 Jahren und übernahm am 27. Juli 1945 die Pressestelle der Deutschen Reichsbahn. Ab dem 11. August 1945 war er persönlicher Referent von Willi Kreikemeyer, dem Stellvertretenden Präsidenten der Deutschen Zentralverwaltung Verkehr. Im August 1945 heiratete er Hannelore Willbrandt; in der Ehe wurde 1946 ein Kind geboren. Am 29. März 1946 bezog das Ehepaar seine erste eigene Wohnung in Berlin-Zehlendorf, amerikanischer Sektor. Die Ehe mit Hannelore Willbrandt wurde 1951 geschieden, Sieber ging später eine neue Ehe ein.
Am 2. Februar 1946 nahm Sieber an der ersten Reichskonferenz der Kommunistischen Partei Deutschlands seit Kriegsende teil. Ab dem 1. Oktober 1946 war Sieber „Stellvertretender Leiter der Transportpolizei“ in der Deutschen Verwaltung des Innern. Sieber wurde 1946 als „Opfer des Faschismus“ mit dem Vermerk „Kämpfer“ anerkannt und Mitglied der VVN. Wegen der fortschreitenden Teilung Berlins zog Familie Sieber im August 1947 in den sowjetischen Sektor nach Weißensee.
Im November 1947 wurde Sieber Referent in der Deutschen Zentralverwaltung für Verkehr. Ab April 1948 war Sieber Direktor der Wasserstraßendirektion Berlin bei der Generaldirektion Schifffahrt und ab Oktober 1949 „2. Direktor“ der Deutschen Schifffahrts- und Umschlagsbetriebszentrale (DSU).
Die Landesparteikontrollkommission (LPKK) Berlins fasste am 18. Februar 1952 den Beschluss, Sieber aus der SED auszuschließen. In den internen Parteipapieren wird vermutete Agententätigkeit als Grund genannt. Sieber selbst gegenüber wurde keine Begründung gegeben, er kämpfte vergeblich um seine Parteimitgliedschaft. Der Ausschluss wurde durch die Zentrale Parteikontrollkommission am 20. Mai 1953 mit Hermann Materns Unterschrift bestätigt. In diesem Zusammenhang wurde Sieber auch seiner staatlichen Funktionen enthoben und gezwungen, zum 31. März 1952 bei der DSU zu kündigen.
Ab April wurde er in der HO als Abteilungsleiter in verschiedenen Funktionen eingesetzt. Im Oktober 1953 erhielt er den Sonderauftrag, das Automatenrestaurant im HO-Warenhaus am Alexanderplatz, dem Alexanderhaus einzurichten. Danach war er in der Großhandelsgesellschaft Kulturwaren als Handelsleiter tätig, bis er 1969 Produktionsleiter bei der Urania-Gesellschaft der DDR wurde.
Durch das Ministerium für Staatssicherheit (MfS) wurde wiederholt gegen Sieber ermittelt; 1961 in Volkspolizei- und MfS-Untersuchungen wegen Wirtschaftskriminalität; die Untersuchungen waren durch dienstliche Tätigkeiten begründet. Ebenso wurde 1964/65 gegen ihn ermittelt, weil er unverkäufliche Schallplatten abschreiben und vernichten ließ. In beiden Fällen wurde seine Schuldlosigkeit festgestellt. Die Ermittlungen wurden in seinem beruflichen und familiären Umfeld sowie im Wohngebiet geführt.
Ernst Sieber starb in Berlin-Pankow und ist auf dem Friedhof Pankow II in der Gaillardstraße beigesetzt.

## Ehrungen
- 1959 Medaille für Kämpfer gegen den Faschismus 1933 bis 1945[11]

## Film
Der Dokumentarfilm Eisenbahner im Widerstand – 1940 bis 1945 von Hermann G. Abmayr berichtet auch über den Widerstandskampf von Ernst Sieber.